# Stylaster griggi
Stylaster griggi is een hydroïdpoliep uit de familie Stylasteridae. De poliep komt uit het geslacht Stylaster. Stylaster griggi werd in 2005 voor het eerst wetenschappelijk beschreven door Cairns. 